# Yanhe (socken i Kina, lat 33,17, long 119,33)
Yanhe (kinesiska: 沿河, 沿河乡) är en socken i Kina. Den ligger i provinsen Jiangsu, i den östra delen av landet, omkring 130 kilometer norr om provinshuvudstaden Nanjing.
Genomsnittlig årsnederbörd är 1 165 millimeter. Den regnigaste månaden är juli, med i genomsnitt 253 mm nederbörd, och den torraste är januari, med 20 mm nederbörd.